# Виленшарен
Виленшарен (њем. Willenscharen) општина је у њемачкој савезној држави Шлезвиг-Холштајн. Једно је од 112 општинских средишта округа Штајнбург. Према процјени из 2010. у општини је живјело 154 становника. Посједује регионалну шифру (AGS) 1061112.

## Географски и демографски подаци
Виленшарен се налази у савезној држави Шлезвиг-Холштајн у округу Штајнбург. Општина се налази на надморској висини од 6 метара. Површина општине износи 7,6 km². У самом мјесту је, према процјени из 2010. године, живјело 154 становника. Просјечна густина становништва износи 20 становника/km².